# Arakil ibaia / Río Arakil
Arakil ibaia / Río Arakil este o arie protejată (arie specială de conservare — SAC, sit de importanță comunitară — SCI) din Spania întinsă pe o suprafață de 30,13 ha, integral pe uscat.

## Localizare
Centrul sitului Arakil ibaia / Río Arakil este situat la coordonatele 42°52′11″N 2°16′31″W / 42.8698°N 2.2753°V.

## Înființare
Situl Arakil ibaia / Río Arakil a fost declarat sit de importanță comunitară în mai 2003 pentru a proteja 14 specii de animale. Situl a fost protejat și ca arie specială de conservare în octombrie 2012.

## Biodiversitate
Situată în ecoregiunea atlantică, aria protejată conține 2 habitate naturale: Pajiști uscate europene, Păduri aluvionare cu Alnus glutinosa și Fraxinus excelsior (Alno-Padion, Alnion incanae, Salicion albae).
La baza desemnării sitului se află mai multe specii protejate:
- păsări (10): fluierar de munte (Actitis hypoleucos), pescăruș albastru (Alcedo atthis), stârc cenușiu (Ardea cinerea), mierla de apă (Cinclus cinclus), capîntortură (Jynx torquilla), privighetoare (Luscinia megarhynchos), codobatura galbenă (Motacilla flava), muscar sur (Muscicapa striata), silvie de zăvoi (Sylvia borin), pupăză (Upupa epops)
- mamifere (1): nurcă (Mustela lutreola)
- nevertebrate (1): Euplagia quadripunctaria
- pești (2): Achondrostoma arcasii, Parachondrostoma miegii

Pe lângă speciile protejate, pe teritoriul sitului au mai fost identificate 1 specie de mamifere, 1 specie de reptile.